# Есин, Сергей Константинович
Сергей Константинович Есин (13 июля 1928 — 11 сентября 2014) — советский и российский учёный, специалист в области физики и техники ускорителей, доктор технических наук, профессор. Заслуженный деятель науки РФ (1998), лауреат Премии Правительства РФ (за 2000 г.).
Принимал участие в создании протонного синхротрона на 180 МэВ в ФИАНе (1950—1952) и пуске синхрофазотрона на 10 ГэВ в ОИЯИ, Дубна (1952—1960), при этом были использованы его изобретения.
Руководил наладкой и пуском крупнейшего в СССР электронного синхротрона на 6 ГэВ в Ереване (1960—1973).
С 1973 по 1998 год заведующий Отделом ускорительного комплекса ИЯИ РАН, с 1998 — главный научный сотрудник Отдела.
Участник и в определённой степени руководитель работ по созданию и пуску сильноточного линейного ускорителя ионов водорода Московской мезонной фабрики, за что стал лауреатом Премии Правительства РФ (2001).
Доктор технических наук, профессор (1983, по специальности «Электрофизические установки и ускорители»). Заслуженный деятель науки РФ (1998). Премия им. академика М. А. Маркова (2008). Награждён орденом Трудового Красного Знамени.